# مایرا
مایرا (به ایتالیایی: Maierà) یک کومونه در ایتالیا است که در استان کزنتزا واقع شده‌است. مایرا ۱۷ کیلومتر مربع مساحت و ۱٬۲۷۶ نفر جمعیت دارد و ۳۶۰ متر بالاتر از سطح دریا واقع شده‌است.